# Dineura
Dineura is een geslacht van  echte bladwespen (familie Tenthredinidae).

## Soorten
- D. parcivalvis (Konow, 1901)
- D. pullior Schmidt & Walter, 1995
- D. stilata (Klug, 1816)
- D. testaceipes (Klug, 1816)
- D. virididorsata (Retzius, 1783)